# ویکومیکو (مریلند)
ویکومیکو (به انگلیسی: Wicomico County) یک منطقهٔ مسکونی در ایالات متحده آمریکا است که در مریلند واقع شده‌است. ویکومیکو ۱٬۰۳۶٫۰ کیلومتر مربع مساحت دارد.